# Vigna luteola
Espèce
Statut de conservation UICN

 LC  : Préoccupation mineure
Vigna luteola est une espèce de plantes à fleurs dicotylédones de la famille des Fabaceae, sous-famille des Faboideae, originaire des régions tropicales d'Amérique, mais désormais à distribution pantropicale. C'est une plante herbacée volubile, vivace à courte durée de vie, aux feuilles trifoliées et aux fleurs papilionacées de couleur jaune. Les graines, relativement riches en protéines, contiennent aussi des facteurs antinutritionnels, tels que l'acide phytique et des inhibiteurs de la trypsine.

## Taxinomie

### Synonymes
Selon The Plant List (17 octobre 2021)
- Calopogonium pendunculatum Standl.
- Dolichos gangeticus Roxb.
- Dolichos luteolus Jacq.
- Dolichos niloticus Delile
- Dolichos repens L.
- Orobus trifoliatus Sesse & Moc.
- Phaseolus luteolus (Jacq.) Gagnep. [2]
- Phaseolus maritimus Hassk.
- Scytalis helicopus E.Mey.
- Vigna brachystachys Benth.
- Vigna bukobensis Harms[2]
- Vigna fischeri Harms
- Vigna glabra Savi
- Vigna helicopus (E.Mey.) Walp.
- Vigna jaegeri Harms
- Vigna longepedunculata Taub.
- Vigna marina subsp. oblonga sensu Padulosi
- Vigna nigerica A.Chev.
- Vigna oblonga sensu Hook.f.
- Vigna repens var. glabra Kuntze[2]
- Vigna repens var. luteola (Jacq.) Kuntze[2]
- Vigna repens (L.) Kuntze
- Vigna villosa Savi

### Liste des variétés
Selon The Plant List (17 octobre 2021) :
- Vigna luteola var. angustifolia (Engelm. & A. Gray) S. Watson

Selon Tropicos (17 octobre 2021) (Attention liste brute contenant possiblement des synonymes) :
- Vigna luteola var. angustifolia (Engelm. & A. Gray) S. Watson
- Vigna luteola var. luteola